# Небо боје моје љубави
Небо моје љубави је дванаести студијски албум хрватске групе Магазин. Албум је 1996. године објавио Кроација Рекордс. Ово је први албум групе Магазин са Јеленом Розгом као главним вокалом.

## Позадина
Магазин је представљао Хрватску на Евровизији у Даблину 1995. Након тога, Тончи Хуљић је почео да тражи нову певачицу, која је требало да замени Данијелу Мартиновић. Јелена је у једном загребачком ресторану отпевала песме Опусти се и Злато љубави, након чега је примљена у групу. Јелена је своју професионалну музичку каријеру започела 1996. године, када је на Дори извела песму Аха и освојила друго место. Ипак, наступала је под својим именом на Дори, а тек касније на Мелодији хрватског Јадрана 1996. године дебитовала је као певачица групе са песмом Сузе бисерне. 

## О албуму
На албуму се налази 8 песама. Аутори већине песама су Вјекослава Хуљић и Тончи Хуљић; изузетак је песма Душа јужњачка, аутора Братислава Златановића. Продуцент скоро свих песама је Федор Боић (осим песме Сузе бисерне, коју је продуцирао Стипица Калогјера). На албуму је и дует: песма Само навика коју је група снимила са Оливером Драгојевићем. Извршни продуцент албума је Едвин Софтић, а супервизор Тончи Хуљић. Албум је снимљен у студију ЦБС Загреб, а миксован у студију Тиволи у Љубљани. Албум је звучно кохезиван и преовлађује поп звук. 

## Списак песама
| №  | Назив                 | Трајање |  |
| 1. | Сузе бисерне          | 3:31    |  |
| 2. | Минут срца твог       | 4:21    |  |
| 3. | Небо боје моје љубави | 4:17    |  |
| 4. | Готова ствар          | 4:12    |  |
| 5. | Само навика           | 4:10    |  |
| 6. | Грана зимзелена       | 3:32    |  |
| 7. | О, не, о, не          | 4:25    |  |
| 8. | Душа јужњачка         | 4:32    |  |

## Комерцијални успех
Албум је постигао златни тираж.  Ово је први послератни албум групе који се појавио у СРЈ.
Албум је праћен спотовима за песме Само навика, Сузе бисерне и Минут срца твог.

## Обрада
- Минут срца твог[16] - Ула улала (Хаустор)[17]
- Готова ствар - Није за њу (Оливер Мандић)[18]